# Cucina lappone

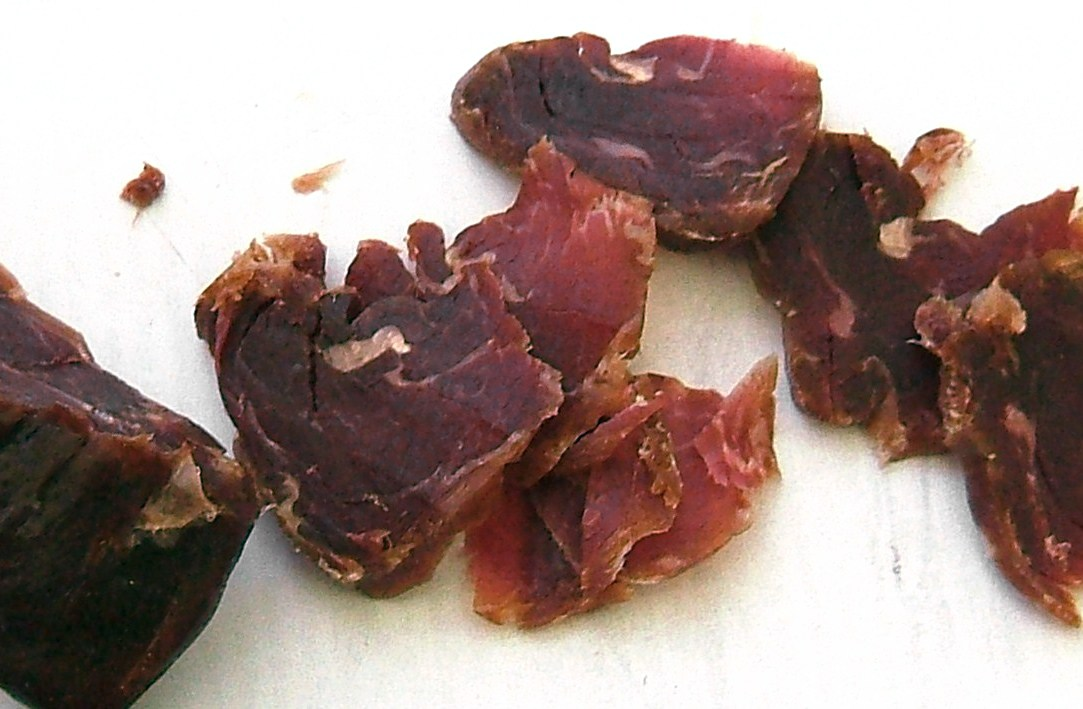
Carne di renna essiccata

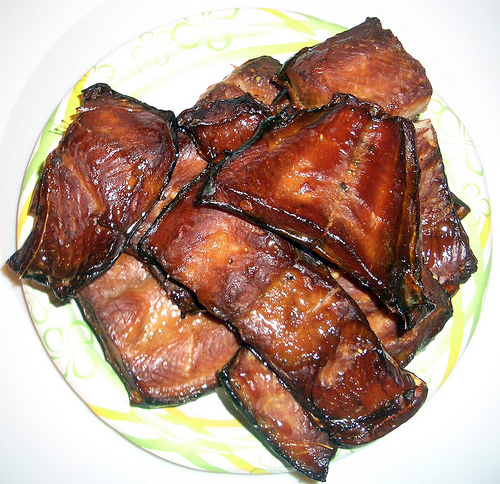
Salmone affumicato

La cucina lappone è l'espressione dell'arte culinaria della popolazione sami.
Tra le specialità di questa cucina nordica vi è la carne di renna. Questa viene consumata sia stufata, sia cotta al forno in piccoli pezzi, sia affumicata.
Il Munajuusto è uno speciale formaggio all'uovo, il kutunjuusto è a base di latte di capra mentre il leipajuusto è una tipica specialità lappone a forma di piadina.
Tra le altre specialità: le aringhe affumicate con contorno di cipolle, il salmone in salsa di panna acida, la lampreda grigliata, i pasticci di piselli e pesce e la torta di pesce kalakukko.